# Forza Horizon 2
Forza Horizon 2 — компьютерная игра в жанре гоночных игр с открытым миром, разработанная для игровых приставок Xbox 360 и Xbox One от Microsoft. Она стала сиквелом к игре Forza Horizon, которая вышла в 2012 году, и является седьмой по счету в серии игр Forza. Версия игры для Xbox One была разработана компанией Playground Games, которая разработала оригинальную игру Forza Horizon. Версию для Xbox 360 разработала компания Sumo Digital. При этом поддержку разработки обеих версий осуществлял разработчик серии Forza Motorsport — компания Turn 10 Studios. Версия для Xbox 360 также стала последней игрой в серии, изданной на этой приставке. Игра получила положительные оценки критиков, а её сиквел — игра Forza Horizon 3 — вышел 27 сентября 2016 года.

## Геймплей
Forza Horizon 2 — гоночная компьютерная игра, в которой представлено окружение в виде открытого мира. Игрок принимает участие в фестивале Horizon (с англ. — «горизонт»), вымышленном гоночном мероприятии, проходящим на юге Франции и севере Италии. Представленный в игре игровой мир по масштабу примерно в три раза превосходит мир из игры Forza Horizon, действие игры происходит в регионах Прованс, Лигурия, Лазурный берег, а также в других местностях. Игроки должны исследовать эти области, принимать участие в гонках и особых мероприятиях, чтобы продвигаться по игре. Действие может происходить днем или ночью, причем впервые в серии Forza Motorsport была реализована динамическая система погоды.
Среди новых режимов игры имеется так называемый Bucket List, который содержит группу соревнований, доступных для игрока, аналогично 1000 Club из Forza Horizon. При этом существует два отдельных списка — по одному для Франции и Италии. Когда игрок переходит на онлайн-версию карты, ему становится доступен режим Co-Op Bucket Lists, соревнования из которого можно выполнять либо с другим случайным игроком, либо пригласить для этого друга. По планам разработчиков, данные списки должны постоянно обновляться, чтобы для игроков на карте всегда были новые соревнования. В другом онлайн-режиме Car Meets игроки могут сравнивать онлайн свои автомобили, что подобно режиму Forzavista из игры Forza Motorsport 5. В этом режиме игроки могут взаимодействовать друг с другом, в том числе предоставляя данные настроек своего автомобиля и ливреи. Также в онлайн-режиме игрок может соревноваться с другими на кольцевых трассах, в так называемых спринт-заездах (англ. sprint racees), в гонках по пересеченной местности, а также в других игровых режимах, например, Infected and King.
В основанном на франшизе «Форсаж» самостоятельном дополнении Forza Horizon 2 Presents Fast & Furious в серии Forza Motorsport впервые появляется закись азота. В отличие от большинства гоночных игр, в этой игре закись азота может быть использована однократно во время соревнования, тогда как восполнение запасов закиси азота происходит только перед началом отдельных соревнований.

## Разработка
Forza Horizon 2 — это вторая игра в серии, ключевую роль в разработке которой получил не разработчик оригинальной Forza Motorsport — компания Turn 10 Studios, а другая студия. Главный разработчик игры Forza Horizon — Playground Games — сосредоточился на разработке версии для игровой приставки Xbox One на базе графического движка игры Forza Motorsport 5. Несмотря на то, что движок позволял отображать графику в разрешении 1080р на скорости в 60 кадров в секунду, в игре было установлено ограничение в 30 кадров в секунду, что считалось необходимым из-за наличия в игре открытого мира. По словам творческого директора Ралфа Фалтона (англ. Ralph Fulton), «одна из наибольших технических сложностей была в том, чтобы мы могли не просто показывать мир на платформе следующего поколения во всей красоте, но и делать это достаточно быстро, чтобы соответствовать самым быстрым машинам».
Компания Sumo Digital возглавила разработку версии для Xbox 360 на базе движка оригинальной Forza Horizon. Как и в случае с предыдущей версией, Turn 10 Studios осуществляла поддержку основного разработчика. В этой версии нет системы погоды (например, дождя), а также системы искусственного интеллекта «drivatar», содержащейся в версии для Xbox One. Также в этой версии невозможен тюнинг автомобилей, а также отсутствует возможность свободного перемещения по открытому миру (поскольку значительное число преград невозможно пересечь или преодолеть), из-за чего Playground Games называли эти две версии «разными играми».
22 июля 2014 года Turn 10 Studios раскрыла первые 100 из более чем 200 автомобилей, представленных в открытом мире, среди которых имеются экзотические, раллийные, грузовые автомобили и так называемые «горячие» хетчбэки. В игру возвращено большое число из автомобилей, ранее встречавшихся в серии Forza, включая оригинальную Forza Horizon. Среди прочих, в число объявленных вошли следующие автомобили 2014-го модельного года: Lamborghini Huracán LP610-4 и Lamborghini Aventador в версии Veneno, McLaren P1, LaFerrari, Koenigsegg Agera, Bugatti Veyron в версии Sport. Другим новым для серии автомобилем стал Ford Capri RS3100, который находится в ангаре. Все десять находящихся в ангарах автомобилей можно найти вне дорог, обычно в скрытых местах.
При выборе места действия игры разработчики исследовали более 30 разных местностей, в том числе в Калифорнии и Австралии, остановившись в итоге на Южной Европе. Творческий директор Ралф Фалтон отмечал, что «в Европе фантастические автодороги, удивительное природное разнообразие и просто ошеломляющие виды, которые вы действительно захотите исследовать», как один из основных факторов выбора её для Horizon 2. Также Фалтон заметил, что действие большинства недавних игр о вождении в открытом мире происходило в Северной Америке, тогда как Южная Европа «ощущалась чем-то свежим, другим, новым, и она была желанной для нас».
27 августа 2014 года Microsoft анонсировала, что демоверсия игры должна стать доступной на игровой приставки Xbox One 16 сентября. В день выхода демоверсии Microsoft подтвердила, что финальная версия игры готова и подготавливается для тиражирования и распространения.

### Дополнения
Первое дополнение Storm Island для версии игры на Xbox One было издано Microsoft 16 декабря 2014 года. В дополнении содержится новая местность Остров Шторма (англ. Storm Island) и связанные с ним трассы, пять новых типов соревнований, расширение системы погоды игрового движка, пять новых автомобилей и один автомобиль в ангаре. О самостоятельном дополнении Forza Horizon 2 Presents Fast & Furious компания Microsoft объявила 25 февраля 2015 года, выпуск этого дополнения был предназначен для поддержки проката фильма Форсаж 7. Дополнение было выпущено 27 марта 2015 года. Анонс дополнения, посвященного автомобилям марки Porsche, Microsoft выпустила 8 июня 2015 года. Дополнение было выпущено 9 июня компанией Electronic Arts, поскольку она на то время обладала лицензией от Porsche на использование в компьютерных играх автомобилей этой марки. В него вошли десять автомобилей, такие как Porsche 944, Porsche 911 GT3 RS, Porsche Macan Turbo, Porsche Cayman GT4. Дополнение также содержит несколько новых заданий для Bucket List, новый тип соревнований Rivals и 15 новых достижений, связанных с моделями Porsche.

## Критика
| Сводный рейтинг       | Сводный рейтинг |
| Агрегатор             | Оценка          |
| --------------------- | --------------- |
| GameRankings          | 86,32 %         |
| Metacritic            | 86/100          |
| «Критиканство»        | 87/100          |
| Иноязычные издания    |                 |
| Издание               | Оценка          |
| CVG                   | 9/10            |
| Destructoid           | 9,5/10          |
| Eurogamer             | 9/10            |
| GamesRadar+           | [ 1 ]           |
| IGN                   | 9/10            |
| Joystiq               | [ 20 ]          |
| OXM                   | 8/10            |
| Polygon               | 7/10            |
| Hardcore Gamer        | 4,5/5           |
| Pure Xbox             | 9/10            |
| Русскоязычные издания |                 |
| Издание               | Оценка          |
| 3DNews                | 9/10            |
| «IGN Россия»          | 9/10            |
| «Игромания»           | 9/10            |
| «Игры Mail.ru»        | 8,5/10          |

| Сводный рейтинг | Сводный рейтинг |
| Агрегатор       | Оценка          |
| --------------- | --------------- |
| GameRankings    | 83,17 %         |

| Сводный рейтинг | Сводный рейтинг |
| Агрегатор       | Оценка          |
| --------------- | --------------- |
| GameRankings    | 67,55 %         |

Версия Forza Horizon 2 для Xbox One получила от критиков очень положительные оценки. Сводные рейтинги на сайтах интернет-агрегаторов рецензий составили: 86,32 % на GameRankings (на основе 54 рецензий), 86/100 на Metacritic (на основе 82 рецензий), и 87/100 на «Критиканстве» (на основе 11 рецензий на русском языке).
В статье для IGN Люк Райли (англ. Luke Relly) пишет, что игра «всесторонне обновила» стандарт для гоночных игр с открытым миром. Он также пишет, что «это как забить в воздушную пушку, стреляющую футболками, одновременно Test Drive Unlimited, Project Gotham Racing, Smuggler’s Run, Forza Motorsport и выстрелить вам в лицо». Напротив, Артур Гайс (англ. Arthur Gies) из Polygon, давая в рецензии игре положительную оценку, пишет о том, что дизайн трасс в Forza Horizon 2 «не может сравниться» с лицензированными трассами из Forza Motorsport 5. Джонатан Лик (англ. Jonathan Leack) из CraveOnline назвал игру «гоночным раем» и «очень приятным местом назначения для любого, желающего пристегнуться за рулем». Лик также сравнил две версии игры и нашел ряд отличий. Например, когда игрок в начале игры должен выбрать свой первый автомобиль, в версии для Xbox 360 используется графический интерфейс, тогда как версия для Xbox One позволяет игроку сделать это в игровом мире. Называя версию для Xbox One «продавцом системы» и «хорошим временем для инвестиций в следующее поколение», Лик пишет, что Sumo Digital «сделали фантастическую работу» над версией для Xbox 360, а также что эта игра стала «одной из игр с наилучшей графикой на этой платформе».